# Luis Juan del Mila y Borja
Juan Luis del Mila y Borja (ur. ok. 1432 w Xàtivie, zm. ok. 1510 w Bélgidzie) – hiszpański kardynał. Siostrzeniec papieża Kaliksta III (Alonso de Borja) i kuzyn Rodriga Borgii (późniejszego papieża Aleksandra VI).

## Życiorys
Był synem Juana de Mila i Cataliny de Borgii. Studiował prawo kanoniczne na uniwersytecie bolońskim. Dzięki protekcji swojego wuja, kardynała Alonsa de Borja, w styczniu 1453 został mianowany administratorem diecezji Segorbe-Albarracin, choć jeszcze nie ukończył wymaganych przez Kościół 27 lat, godność tę pełnił do 7 października 1459 roku. Po wstąpieniu wuja na tron papieski został gubernatorem Bolonii (1455) i 17 września 1456 kardynałem prezbiterem Santi Quattro Coronati. Uczestniczył w konklawe 1458. 7 października 1459 został biskupem Lleidy. W 1464 wycofał się na stałe do Hiszpanii i nie uczestniczył od tamtego czasu w pracach Kurii Rzymskiej, nie licząc krótkiego pobytu w Rzymie w 1467-1468; nie powrócił do aktywnej działalności w Kościele nawet po wyborze jego kuzyna na papieża Aleksandra VI w 1492 roku. Od 1483 z racji starszeństwa przysługiwał mu tytuł protoprezbitera Świętego Kolegium Kardynałów, jednak faktycznie nigdy nie wykonywał tej funkcji.
W młodości, podobnie jak jego kuzyn, prowadził rozwiązłe życie – miał nieślubnego syna Jaimego del Mila y de Borja, który został hrabią Albaidy.
Data jego śmierci pozostaje nieznana. Różne źródła podają daty między 1504 a 1510 rokiem. Ta pierwsza data jest z pewnością zbyt wczesna, gdyż żył on jeszcze w listopadzie 1507. Paris de Grassis, mistrz papieskich ceremonii, w swoim dzienniku pod datą 22 grudnia 1508 wymienił kardynałów zmarłych w przeciągu poprzednich 12 miesięcy i lista ta nie zawiera nazwiska kardynała del Mili. Jego następca na stanowisku biskupa Lleidy został mianowany 9 grudnia 1510, co pozwala przypuszczać, że zmarł on właśnie w tym roku.